# Campeonato Africano de Atletismo de 2012 - 20 km marcha atlética feminina
A prova da marcha atlética feminina do Campeonato Africano de Atletismo de 2012 foi disputada no dia 29 de junho de 2012 pelas ruas de Porto Novo,  no Benim. 

## Recordes
Antes desta competição, os recordes mundiais e do campeonato nesta prova eram os seguintes:
|                       | Nome               | Nacionalidade | Tempo      | Local   | Data                    |
| --------------------- | ------------------ | ------------- | ---------- | ------- | ----------------------- |
| Recorde mundial       | Vera Sokolova      | Rússia        | 1h 25m 08s | Sóchi   | 26 de fevereiro de 2011 |
| Recorde do campeonato | Grace Wanjiru Njue | Quênia        | 1h 34m 19s | Nairóbi | 1 de agosto de 2010     |
| Recorde africano      | Grace Wanjiru Njue | Quênia        | 1h 34m 19s | Nairóbi | 1 de agosto de 2010     |

## Medalhistas
| Ouro                | Prata           | Bronze               |
| Grace Wanjiru (KEN) | Olfa Lafi (TUN) | Aynalem Eshetu (ETH) |

## Cronograma
Todos os horários são locais (UTC+1).
| Data        | Hora  | Evento |
| ----------- | ----- | ------ |
| 29 de junho | 10:30 | Final  |

## Resultado final
| Posição           | Atleta           | Nacionalidade | Tempo   | Notas |
| ----------------- | ---------------- | ------------- | ------- | ----- |
| Medalha de ouro   | Grace Wanjiru    | Quênia        | 1:40:53 |       |
| Medalha de prata  | Olfa Lafi        | Tunísia       | 1:46:17 |       |
| Medalha de bronze | Aynalem Eshetu   | Etiópia       | 1:49:45 |       |
| 4                 | Askale Tiksa     | Etiópia       | 1:56:01 |       |
| 5                 | Adanech Mengistu | Etiópia       | 2:04:45 |       |
| 06 !              | Chaïma Trabelsi  | Tunísia       | DNF     |       |

Legenda
| Recorde mundial       | Recorde mundial (World record)               |                       | Recorde africano                      | Recorde africano (African) |                                           | Q | Classificado por posição (Qualified) |
| Recorde do campeonato | Recorde do campeonato (Championship record)  | Recorde da América    | Recorde da América (Americas)         | q                          | Classificado por melhor tempo (Qualified) |   |                                      |
| Melhor marca do ano   | Melhor marca do ano (World leading)          | Recorde asiático      | Recorde asiático (Asian)              | DNS                        | Não largou (Did not start)                |   |                                      |
| Recorde nacional      | Recorde nacional (National record)           | Recorde europeu       | Recorde europeu (European)            | DNF                        | Não terminou (Did not finish)             |   |                                      |
| Recorde pessoal       | Recorde pessoal do atleta (Personal best)    | Recorde da Oceania    | Recorde da Oceania (Oceania)          | DSQ / DQ                   | Desclassificado (Disqualified)            |   |                                      |
| Recorde da temporada  | Recorde da temporada do atleta (Season best) | Recorde sul-americano | Recorde sul-americano (South America) | NM                         | Sem marca (No mark)                       |   |                                      |